# Dhammakaja meditáció

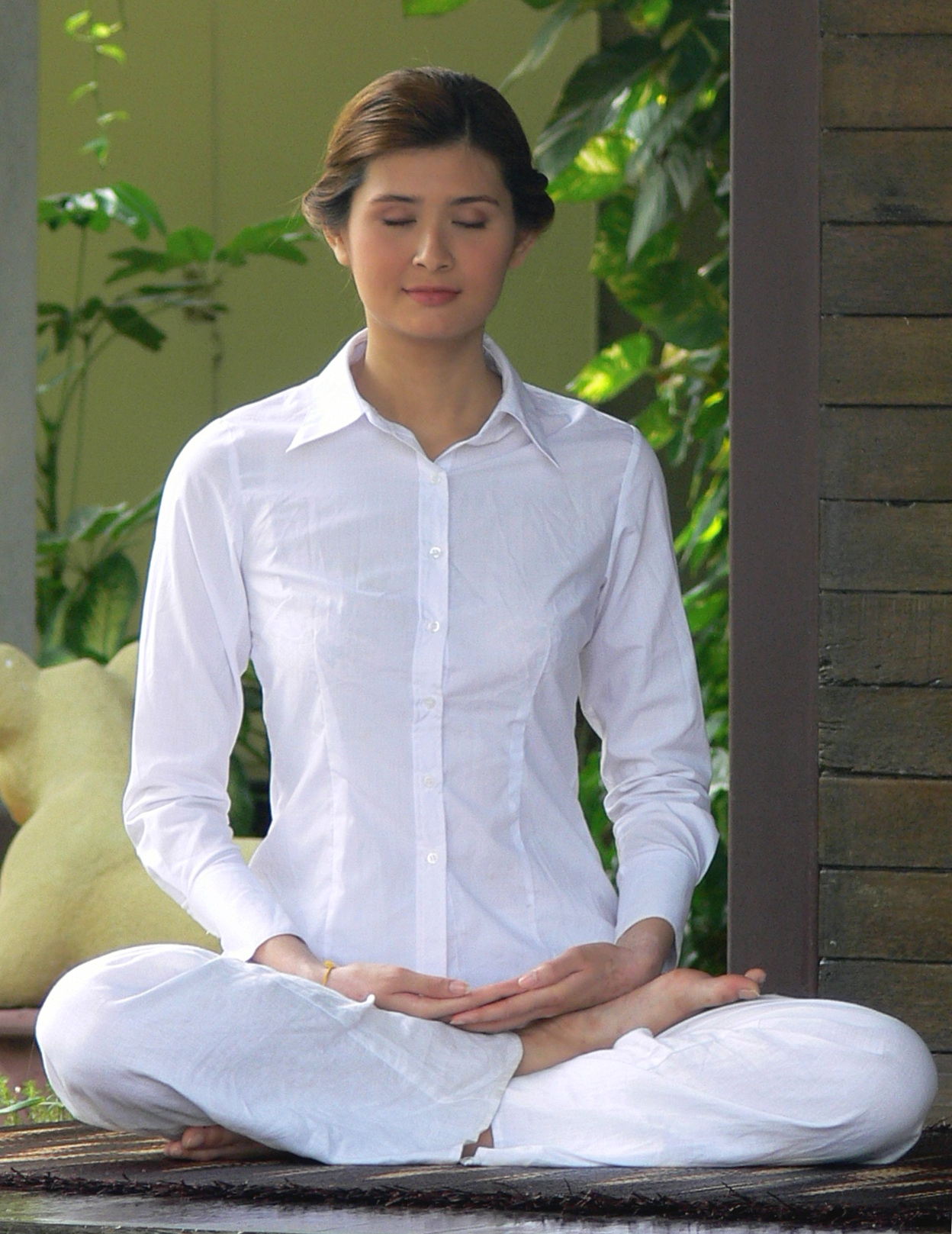
A dhammakaja meditációban többfajta technikát használnak a figyelem testközéppontban történő összpontosítására

A dhammakaja meditáció buddhista meditáció, amelyet Luang Pu Szodh Kandaszaro népszerűsített a 19. században. Thaiföldön úgy nevezik, hogy viddzsa dhammakaja, azaz a „dhamma (vagy dharma) test magasabb ismerete”. Ez a meditáció a dhammakaja mozgalom központi eleme. Luang Pu Szodh szerint a dharmakája minden emberben megtalálható.
Luang Pu Szodh a dhammakaja meditáció tanítása közben gyakran használt az 5. századból származó Srí Lanka-i Viszuddhimaggából ismert kifejezéseket. A meditáció legismertebb jellemzője a test közepére történő összpontosítás gyakorlata. Ez a meditáció fajta nagyon népszerűvé vált Thaiföldön és Délkelet-Ázsia egyéb területein, amelyet a szamatha (nyugodtság) meditáció újbóli felélesztésének tekintenek Thaiföldön, jóllehet ez a gyakorlat is magába foglal mind samatha, mind vipasszaná (belátás) szakaszokat.

## Eredete
A dhammakaja meditáció lényegi részeit Luang Pu Szodh Kandaszaro fedezte fel 1916 szeptemberének teliholdas éjszakáján a Botbon kolostortemplomban. Ugyan korábban többféle meditációt is gyakorolt neves thai buddhista mesterek segítségével, úgy érezte, hogy nem képes elérni a célt, amit annak idején, szerzetessé válása előtt kitűzött magának. Ezen az éjszakán megfogadta, hogy ha az életábe is kerül, addig fog meditálni, amíg meg nem fejti Buddha tanításainak a lényegét. Saját bevallása szerint ezután értette meg a középút mélyebb értelmét, amelyről Buddha az első tanításában beszélt. Arra jött rá, hogy a szélsőséges életmód elkerülése mellett, meditáción keresztül lehet megfelelően lecsendesíteni a tudatot annyira, hogy az bepillantást nyerhessen a középút mélyebb értelmébe. Ezenfelül, ebben a folyamatban jelentős szerepet játszik a test középpontja. Luang Por Szodh részletesen leírja ezt a helyet, amely szintén rendkívül fontos szerepet játszik mind születéskor, mind halálkor. Emiatt a dhammakaja mozgalom követői úgy tartják, hogy Buddha maga is ezzel a módszerrel érte el a megvilágosodást. Vélekedésük szerint a módszer Buddha halála (lásd: parinirvána) után ötszáz évvel elveszett. A mozgalomhoz tartozó templomok többek között a Szatipatthána-szutta vagy a Viszuddhimagga szövegeit tartják elméleti forrásukként.
A 2000-es évektől új bizonyítékok láttak napvilágot, amelyek alapján Luang Pu Sodh buddhista felfogása eredhet a jógácsára (vagy tantrikus théraváda) hagyományból is. A dhammakaja meditációs módszer sikeresen túlélte a modernizációs kényszernyomást a 19. században, és a tudósok elmélete szerint az elméleti része a jógácsárával közös őshöz vezethető vissza. Azonban Luang Pu Sodh a jógácsára hagyománnyal is azonosítható mágikus gyakorlatokat a Paknam templomban. Életrajzából az derül ki, hogy szerinte Buddha tanításainak nem képezte fő részét a természetfeletti erők használata. Elegendő bizonyítékok hiányában a jógácsára és a dhammakaja mozgalom elméleti kapcsolódásának vitája a mai napig nincs lezárva.
Luang Pu Szodh a dhammakaja meditáció felfedezése után másoknak is tanítani kezdte a módszert a Bangpla kolostortemplomban, Nakhon Pathom tartományban. Később megválasztották a Paknam Bhaszicsaroen kolostortemplom apátjának, és azóta ezzel a templommal azonosították a dhammakaja meditációt. Luang Pu Szodh 1916 és 1959 között a dhammakaja meditáció tanításának szentelte. 1935-ben felállította az ún. „meditációs gyárat” (thai: โรงงานทำวิชชา), ahol a gyakorlók különböző „műszakokban” meditáltak egész nap. Az egyik templom füzete szerint ez a tehetségesebb gyakorlóknak volt fenntartva, akik vipasszaná szinten tudták végezni a dhammakaja meditációt. A meditáció célja a valóság természetének mélyebb megértése volt. 1959 óta a dhammakaja meditációt Luang Pu Szodh tanítványai tanították a Paknam Bhaszicsaroen, a Phra Dhammakaja, a Radzsoraszaram és a Luang Por Szod Dhammakajaram kolostortemplomokban. Ezek közül a Phra Dhammakaja és a Luang Por Szod Dhammakajaram adott ki több könyvet is angolul a dhammakaja meditációval kapcsolatban. Ezeken a helyeken elvonulásokat is lehet végezni világi embereknek is. A thai DMC tévécsatorna élőben szokta közvetíteni a Phra Dhammakaya templom által irányított meditációkat. Ezt a meditációt a templomok oktatási központjaiban is lehet tanulni, akár Thaiföldön kívül is.

## A szamatha szakasz

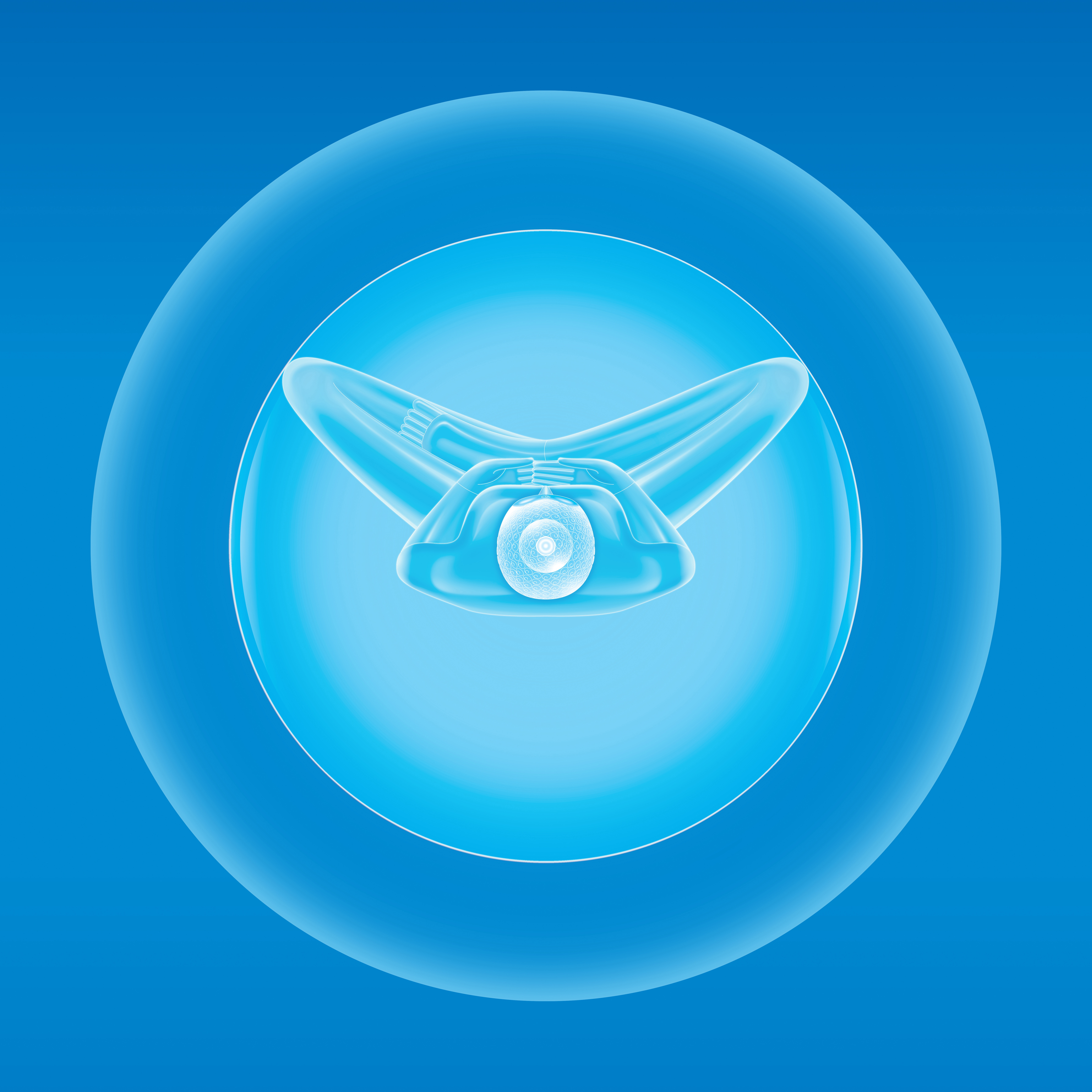
Így vizualizálják a dhammakaja meditációban Buddhát felülnézetből

Más buddhista meditációkhoz hasonlóan a dhammakaja meditációnak is van szamatha és vipasszaná szakasza. Ahogy a hagyományos szamatha gyakorlatnál, úgy a dhammakaja meditáció szamatha szakaszánál is az öt akadályt kell leküzdeni. Amikor a tudat lecsendesedik és stabillá válik, akkor a teljes nyugalomkor hátrahagyja az öt akadályt és eléri az egyhegyűség állapotát (ekaggatá). Ezt a dhammakaja meditációban is úgy nevezik, hogy a tudat mozdulatlansága (például minden gondolattól mentes). Az jelzi ennek az állapotnak az elérését, hogy egy világos, tiszta gömb jelenik meg magától a test közepében. Ezután a tudatot tovább kell vezetni ennek a gömbnek a közepébe, egy belső ösvény felé, amelyet Luang Pu Szodh úgy nevezett, hogy ekajanamagga, azaz „egyedüli ösvény”. Ez a fogalom szerepel a Szatipatthana-szuttában és a Dhammapadában is.
Többféle technika létezik a figyelem test közepébe történő öszpontosítására:
- A test közepébe történő mentális szobor vizualizációja: jellemzően egy kristálygömböt, vagy egy tiszta Buddha-szobrot. Ez a módszer hasonlít a meditation on aloka-kaszinán való meditációhoz.[32][9] A Phra Dhammakaja templomhoz tartozó gyakorlók gyakran használják a kristálygömböt, olyannyira, hogy maga a kristálygömb már a hagyomány szent szimbólumává vált.[33]
- A gyakorlók maguk elé is szokták vizualizálni a szobrot, majd ezt a képet befelé mozdítják azt el a tudat hét alapján keresztül, amelyek sorban: 1) az orrlyuk, 2) a szem sarka, 3) a fej közepe, 4) a szájpadlás, 5) a torok közepe, 6) a gyomor közepe a köldök vonalában 7) két ujjhegynyit az előző pont fölött. A 7. pontnál megtartják a figyelmüket és ez számukra a test közepe, amelyet gyakran úgy neveznek, hogy a „hetedik alap”.[34]
- A szamma-araham mantra (thaiul: บริกรรมภาวนา) recitálásával, amely Buddhára utal, aki „tökéletesen” (samma) elérte a megvilágosodás tudatszintjét (araham),.[35] Ugyanígy szól a hagyományos Tiratanavanda kántálás. Ez a Buddhanusszati egy formája, például mentálisan összegyűjteni Buddha tulajdonságait.[32] A Thai erdei hagyomány szerzetesei is ezt a mantrát használják.[36]
- A figyelmet közvetlenül is lehet a test középpontjára irányítani, akár vizualizáció nélkül is.[37]

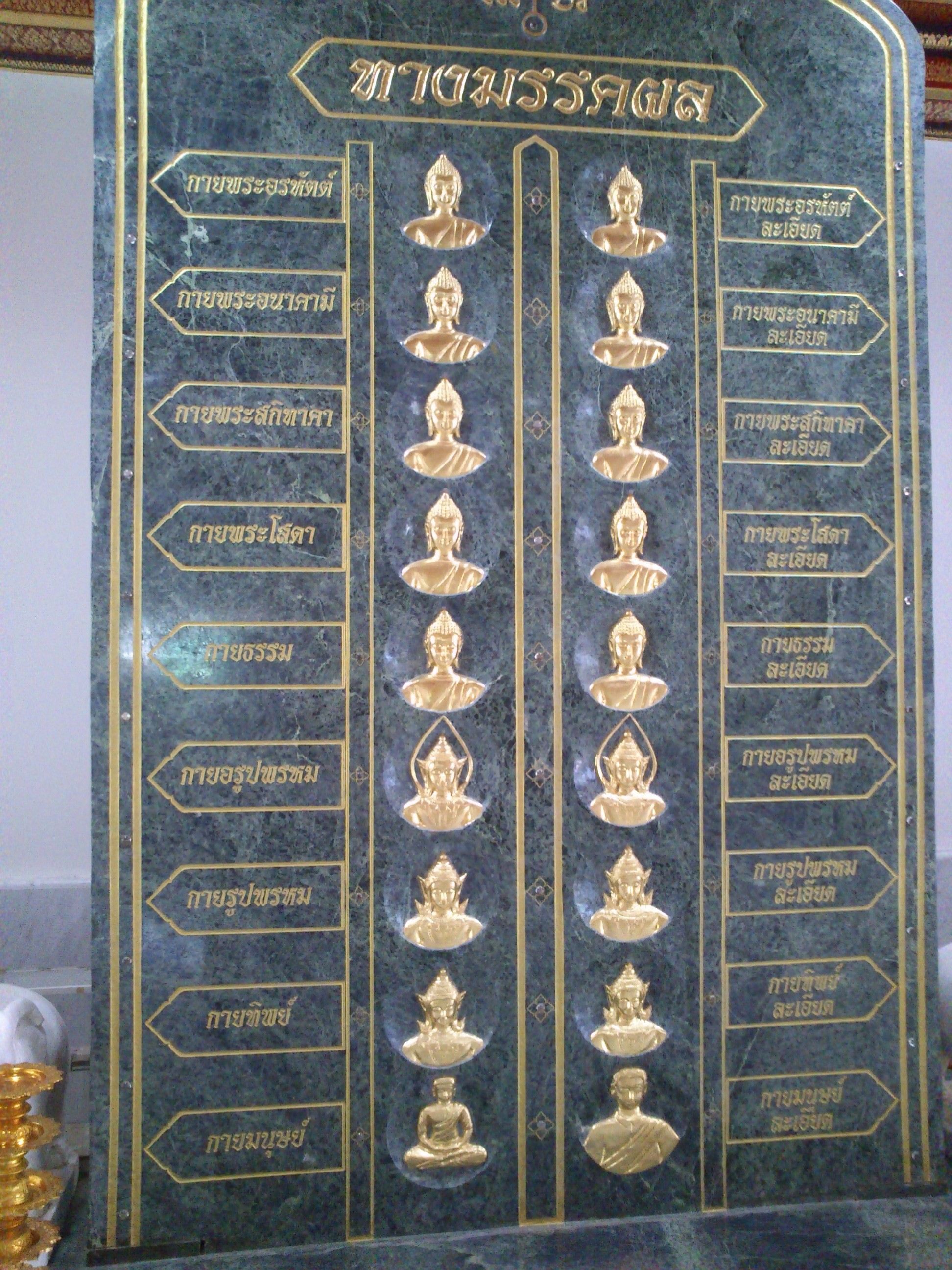
A viddzsa dhammakaja tizennyolc teste (kájá)

Théraváda szövegértelmezés szerint a szamatha meditáció ezután a következő lépésekkel folytatódik:
- „Előkészítő jel” (parikamma-nimitta): a gyakorló egy képet vizualizál, amely még nagyolt, elmosódott. Ez ideiglenes koncentráció (khanika-szamádhi) utal.
- „Tanuló jel” (uggaha-nimitta): ez az amikor a gyakorló képes teljes mértékben úgy érzékelni a képet, ahogy elképzelte, az elképzelést pedig egy valós képre alapozza.
- „hasonmás jel” (patibhaga-nimitta): ahogy a tudat egyre közelebb kerül a teljes nyugalmi állapothoz, már nem vonják el külső dolgok vagy gondolatok a figyelmét, így a képre való összpontosítás a test közepébe kerülhet, és a gyakorló saját szándéka szerint növelheti vagy zsugoríthatja annak méretét. A kép áttetszőből átlátszóvá válik. Mind a létrejött kép, mind a hasonmás jel utal az első dhjána tudatállapotra, amelyet úgy neveznek, hogy „szomszédsági koncentráció” (upácsára-szamádhi).

A dhammakaja meditációban az összpontosítás folyamata viszonylagosan megegyezik azzal, ahogy a Viszuddhimagga jellemzi a szamatha meditációt, főleg a kaszina meditációt. Annak ellenére, hogy a gyakorló különbözőféle módon is kezdheti a gyakorlást, amint a mentális akadályokat elhárítja, az összes módszer egy belső ösvénnyé fonódik össze, amely végül elvezet a vipasszaná szinthez. Az ösvény első állomását nevezi Luang Pu Szodh úgy, hogy „első ösvény” (thaiul: ปฐมมรรค).
Ezt követően Luang Pu Szodh a meditációról már dhjánaként beszél, a buddhista meditációknál megszokott módon. Azonban, még gyakrabban az elérési szinteket belső testként (kájá) magyarázta, amely jelen van minden emberben. Mindegyik testet néhány fénygömb előz meg. A belső párok (mivel mindig párosával jelennek meg) közül az utolsó négyet nevezik dhammakajáknak, ezek felelnek meg a megvilágosodás négy szintjének, amely a megvilágosodáshoz (arahat) vezet. Összességében, minden ember 18 testtel rendelkezik.

## A vipasszaná szakasz
A dhammakaja meditációban a belátás (vipasszaná) a megismerés tisztaságára épül – csak a stabil tudat képes belátásra, amely a valóságot olyannak látja, ahogyan az van. Miután a gyakorló elérte a dhammakaja szintet, akkor egy mélyebb szinten érti meg a születést, a halált és a szenvedést. A gyakorló megszabadulhat a tudatot elhomályosító tényezőktől (klésák) és végül elérheti a nirvánát. A dhammakaja meditáció állítólag a közvetlen megismerés által természetfeletti tudáshoz (abhidzsnyá) is vezet. A Phra Dhammakaja templom saját kiadású könyveiben szerepel, hogy a dhammakaja meditációt arra használták a második világháború idején, hogy megakadályozzák Thaiföld bombázását, illetve hogy kioltsák a világegyetem negatív erőit (Mára).

### Nyomtatott
- Bowers, Jeffery (1996). Dhammakaya Meditation in Thai Society. Bangkok: Chulalongkorn University Press

### Internetes
- Dhammakaja meditáció gyakorlat - lépésről lépésre Archiválva 2017. február 17-i dátummal a Wayback Machine-ben